# Редеч-Кальни
Редеч-Кальни (пол. Redecz Kalny) — село в Польщі, у гміні Любранець Влоцлавського повіту Куявсько-Поморського воєводства.
Населення — 262 особи (2011).
У 1975-1998 роках село належало до Влоцлавського воєводства.

## Демографія
Демографічна структура станом на 31 березня 2011 року:
|          | Загалом | Допрацездатний вік | Працездатний вік | Постпрацездатний вік |
| -------- | ------- | ------------------ | ---------------- | -------------------- |
| Чоловіки | 132     | 31                 | 85               | 16                   |
| Жінки    | 130     | 30                 | 62               | 38                   |
| Разом    | 262     | 61                 | 147              | 54                   |